# ミック・ギャリス
ミック・ギャリス（Mick Garris、1951年12月4日 - ）は、アメリカ合衆国の映画監督、脚本家。カリフォルニア州サンタモニカ出身。
主にテレビのホラー映画やホラードラマを手がけ、特にスティーヴン・キング原作作品の監督が多い。また、オムニバス・ホラー番組『マスターズ・オブ・ホラー』でも知られる。

## 主な作品

### 監督
- ファズバケットの贈りもの Fuzzbucket (1986) テレビ映画
- クリッター2 Critters 2 (1988) ※
- サイコ4 Psycho IV: The Beginning (1990) テレビ映画
- スティーブン・キング スリープウォーカーズ Sleep Walkers (1992)
- ザ・スタンド The Stand (1994) テレビミニシリーズ
- シャイニング The Shining (1997) テレビミニシリーズ
- クイックシルバー Quicksilver Highway (1997) テレビ映画
- バーチャル・ウォーズ3 Host (1998) テレビ映画
- ライディング・ザ・ブレット Riding the Bullet (2004) ※
- マスターズ・オブ・ホラー・チョコレート Chocolate (2005) ※
- マスターズ・オブ・ホラー・ヴァレリーの誘惑 Valerie on the Stairs (2006)
- スティーヴン・キングのデスペレーション Desperation (2006) テレビ映画
- スティーヴン・キング 骨の袋 Bag of Bones (2011) テレビ映画

※は脚本も担当。

### 脚本
- 世にも不思議なアメージング・ストーリー Amazing Stories (1985-1987) 9話分
- ニューヨーク東8番街の奇跡 *batteries not included (1987) 原案
- ザ・フライ2 二世誕生 The Fly II (1989)
- ホーカス ポーカス Hocus Pocus (1993) 原案も
- マスターズ・オブ・ホラー・ヘッケルの死霊 Haeckel's Tale (2005)